# Mark Taimanov
Mark Evgenievich Taimanov - em russo:  Марк Евгеньевич Тайманов, (Kharkov, 7 de fevereiro de 1926 – São Petersburgo, 28 de novembro de 2016) foi um enxadrista russo e pianista clássico.
Recebeu o título de Grande Mestre em 1952 e jogou o Torneio de xadrez de Zurique de 1953, ficando em 8º lugar. Venceu o Campeonato Soviético em 1956.
No ciclo de disputa ao Campeonato Mundial de Xadrez de 1972 foi derrotado por Bobby Fischer no Torneio de Candidatos de 1971 por 0-6, algo nunca visto em competições deste nível. Após esta derrota, sofreu sanções do governo soviético, que lhe retirou o salário e proibiu viagens ao exterior. Neste período também ocorreu o fim de seu casamento com Lyubov Bruk, com quem formava dueto. Em 1973 as sanções foram retiradas.
Uma das variantes da Defesa siciliana leva seu nome.
Morreu em 28 de novembro de 2016, aos 90 anos.

## Livros
- Sicilian Paulsen
- Sicilian Defense: Taimanov System
- Winning With the Sicilian
- Soviet Championships